# Bridget Jones: Mad About the Boy
Bridget Jones: Mad About the Boy är en romantisk komedifilm från 2025 i regi av Michael Morris, från ett manus skrivet av Helen Fielding, Dan Mazer och Abi Morgan. Filmen, som är en uppföljare till Bridget Jones's Baby från 2016, samt den fjärde filmen om huvudkaraktären Bridget Jones, är baserad på Helen Fieldings skrivna roman med samma namn, som gavs ut under år 2013. Renée Zellweger, Hugh Grant, Colin Firth och Emma Thompson återupptar i denna film sina roller som Bridget Jones, Daniel Cleaver, Mark Darcy och Doktor Rawlings från de tidigare filmerna, och har dessutom sällskap av andra skådespelare som Chiwetel Ejiofor, Leo Woodall, Isla Fisher, Josette Simon, Nico Parker och Leila Farzad.
I oktober 2022 berättade Helen Fielding för den brittiska veckotidningen Radio Times, att en fjärde film, baserad på hennes roman Mad About the Boy (2013), var under utveckling. Denna uppföljare kunde senare bekräftas i april 2024, med Michael Morris som regissör, samt med Fielding, Dan Mazer och Abi Morgan, som manusförfattare.
Filmen hade biopremiär i Sverige den 14 februari 2025, utgiven av Universal Pictures.

## Handling
Det har nu gått fyra år sedan Bridget Jones förlorade sin älskade make och sitt livs stora kärlek Mark Darcy, som gick bort under ett humanitärt utlandsuppdrag i det afrikanska landet Sudan. Hon har efter makens bortgång både hunnit bli ensamstående mamma till deras två gemensamma barn Billy (som hon blev gravid med i den förra filmen) och Mabel, och passera det så kallade "50-årsstrecket", då hon ganska så nyligen har hunnit bli hela 51 år gammal. Hon har också börjat arbeta som producent för en ganska så sunkig TV-show, samtidigt som hon ständigt även blir uppmanad av alla sina vänner (inklusive den före detta partnern Daniel Cleaver), att hon ska gå ut och träffa en hel del män, samt även ha sex med dem. När Bridget sedan mot sin förmodan återigen kliver in i den stora dejtingvärlden, så blir hon förföljd av en charmig men även sardonisk och fräck ung man vid namn Roxster, samtidigt som hon även får oväntad kontakt med den äldste sonen Billys naturvetenskapslärare, Mr. Scott Wallaker. Och den stora frågan lyder bara: Vem ska hon välja?

## Rollista
| Renée Zellweger   | – Bridget Jones                                                     |
| Hugh Grant        | – Daniel Cleaver                                                    |
| Emma Thompson     | – Doktor Rawlings                                                   |
| Chiwetel Ejiofor  | – Mr. Scott Wallaker, en lärare som arbetar på Bridgets barns skola |
| Leo Woodall       | – Roxster, Bridgets sardoniska och fräcka nya kärleksintresse       |
| Colin Firth       | – Mark Darcy                                                        |
| Jim Broadbent     | – Colin Jones, Bridgets pappa                                       |
| Gemma Jones       | – Pamela Jones, Bridgets mamma                                      |
| Isla Fisher       | – Rebecca, Bridgets nya granne                                      |
| Josette Simon     | – Talitha                                                           |
| Nico Parker       | – Chloe, en barnvakt åt Bridgets två barn                           |
| Leila Farzad      | – Nicolette                                                         |
| Sarah Solemani    | – Miranda, Bridgets vän och nyhetsankare på Hard News               |
| Sally Phillips    | – Sharon "Shazzer"                                                  |
| Shirley Henderson | – Jude                                                              |
| James Callis      | – Tom                                                               |
| Celia Imrie       | – Una Alconbury                                                     |
| Ian Midlane       | – Paul                                                              |